# Tân An (Bình Dương)
Tân An is een xã van thị xã Thủ Dầu Một, een thị xã in de provincie Bình Dương. Tân An ligt op de oostelijke oever van de Sài Gòn. Aan de andere kant van de Sài Gòn ligt het district Củ Chi van Ho Chi Minhstad.